# Ferdo Kočevar
Ferdo Kočevar - Žavčanin, slovenski pisatelj in publicist, * 3. april 1833, Žalec, † 11. oktober 1878, Feldhof pri Gradcu.

## Življenje
Gimnazijo je obiskoval v Celju. Na Dunaju je nekaj časa študiral medicino, a študija ni zaključil. Zatem je zasedel mesto računovodje na zagrebški univerzi.
Ukvarjal se je z literarno kritiko. Njegovo mnenje je bilo, naj literati pri svojem delu upoštevajo temeljne značilnosti lirike, epike ali dramatike. Bil je med zagovorniki skupnega jezika Slovencev, Hrvatov in Srbov. Podpiral je jugoslovanski program. 
Leta 1857 se je obrnil na duhovnike s pozivom, naj zbirajo slovensko ljudsko blago - pesmi, pregovore, tudi starine. Svoje poglede na stanje na slovenskem kulturnem in političnem področju je opisal v spisu Slovenske narodne potrebe. V njem je zahteval uvedbo slovenščine v urade in šole, združitev Slovencev, ustanovitev dramatičnega društva in gledališča v Ljubljani. O literarnem programu in slovenskem knjižnem jeziku je razpravljal v Pomenkih o naših literarnih zadevah iz leta 1867.
Ob spremljanju slovenskih narodnih pesmi in Vrazovega dela je napisal esej Naše narodne pesmi, 1868. V tej razpravi se je lotil rim, germanizmov, živalstva in rastlinstva v narodnih pesmih. Svoja pisanja je objavljal večinoma v Kmetijskih in rokodelskih novicah, kjer je pisal tudi o gospodarskih temah. Uporabljal je psevdonim Žavčanin, ki je povezan s tem, da je bil rojen v Žalcu.

### Proza
- Mlinarjev Janez: Slovenski junak ali uplemenitba Teharčanov (1858 - v časopisu/1859 - knjižna izdaja)